# Franciszek Jan Kmietowicz
Franciszek Jan Kmietowicz (ur. 11 maja 1863 w Nowym Sączu, zm. 4 stycznia 1939 w Krynicy-Zdroju) – polski lekarz, balneolog, burmistrz Krynicy.

## Życiorys
Ukończył gimnazjum w Nowym Sączu. Następnie odbył studia medyczne na Uniwersytecie Jagiellońskim w Krakowie, uzyskując dyplom doktora medycyny w 1890. Objął stanowisko asystenta na wydziale lekarskim, po czym spędził krótki okres na Uniwersytecie w Wiedniu. W 1891 osiadł na stałe w Krynicy, gdzie został lekarzem gminnym. W latach 1914–1927 pełnił funkcje burmistrza miasta i prezesa Komisji Zdrojowej w Krynicy. Był pomysłodawcą stworzenia Kopca Pułaskiego. Według stanu z 1914 był członkiem rady nadzorczej Własnego Galicyjskiego Zakładu Kredytowego Krajowego Związku Zdrojowisk i Uzdrowisk we Lwowie. Czynny członek Stronnictwa Narodowego.
3 maja 1928 został odznaczony Krzyżem Oficerskim Orderu Odrodzenia Polski.
Był żonaty z Kazimierą z Rzaskich (1869–1937), z którą miał synów: Franciszka Ksawerego, Karola - architekta, Kazimierza - doktora medycyny, lekarza zdrojowego w Krynicy, Stanisława - kupca, oraz Tadeusza - agronoma.

## Publikacje
- Przewodnik dla gości udających się do Krynicy (1899)
- Z podkarpacia zachodniego (1936)